# اسلام‌آباد (جم)
اسلام‌آباد روستایی از توابع بخش مرکزی شهرستان جم استان بوشهر در جنوب ایران.
این روستا در دهستان جم قرار دارد و بر اساس سرشماری سال ۱۳۸۵ جمعیت آن ۵۱۳ نفر و در سرشماری سال ۱۳۹۰ جمعیت آن ۱۲۳۷ نفر (۳۵۵ خانوار) است. در آمار سال ۱۳۹۵ وجود ندارد احتمال دارد بدلایل توسعه صنعتی خالی از سکنه شده باشد یا محله ای از شهر جم به حساب آید.